# ماباي
حزب ماباي (بالعبرية: מפא"י) اختصار ل(بالعبرية: מפלגת פועלי ארץ ישראל) وتلفظ ميفليغت بوعلي إرتز يسرائيل أي حزب عمال أرض إسرائيل هو حزب يساري اشتراكي إسرائيلي سابق تأسس في ثلاثينات القرن الماضي بقيادة ديفيد بنجوريون. كان هذا الحزب هو القوة المسيطرة في السياسة الإسرائيلية حتى اندماج هذا الحزب في حزب المعراخ (يسمى أيضاً معراخ هاعافودا) أواسط ستينات القرن العشرين. حزب ماباي هو السلف الأساسي لحزب العمل الإسرائيلي الحالي.
من أشهر أعضاءه ما بين سنوات (1960-1977) شموئيل طوليدانو.

## تاريخ الحزب وعلاقته بالأحزاب الأخرى
تعود جذور الحزب إلى حركة بوعالي صهيون (عمال صهيون) القومية اليهودية الاشتراكية التي تأسست عام 1906، والتي حدث فيها انشقاق داخلي بعد الحرب العالمية الأولى بين اليمين واليسار في الحزب، فاليمين شكل حزب (احدوت هعفودا) ونادى بالاستيطان والمشاركة الفعالة في المؤتمرات الصهيونية العالمية، واتحد هذا الحزب مع (هبوعيل هتسعير) العام 1930 وكونا حزباً جديداً هو (مباي) (حزب عمال أرض إسرائيل). بقيادة بنغوريون.
ظل ماباي القوة المسيطرة في السياسة الإسرائيلية حتى اندماج هذا الحزب في حزب المعراخ (يسمى أيضاً معراخ هاعافودا) أواسط ستينات القرن العشرين.
حزب ماباي هو السلف الأساسي لحزب العمل الإسرائيلي الحالي.

## وصلات خارجية
تاريخ حزب ماباي من الموقع الرسمي للكنيست الإسرائيلي (بالإنجليزية)